# Fronteira Colômbia–Venezuela
A fronteira entre a Colômbia e a Venezuela é a fronteira internacional contínua de 2.219 quilômetros que separa os territórios da Colômbia e da Venezuela, com um total de 603 marcos que demarcam a linha. É a fronteira mais longa dos dois países. Tendo inicio na parte norte do Golfo da Venezuela, segue pelos tergos da Sierra de Perijá, passando muito perto de Cúcuta, e depois pela floresta amazónica até ao rio Meta. Segue depois o rio Orinoco e o rio Atabapó. Tem novamente um trecho terrestre e segue pelo rio Guainia e rio Negro até ao ponto de tríplice fronteira a poucos quilómetros da cidade brasileira de Cucuí.[carece de fontes?]
A fronteira, pelo menos em sua parte terrestre, foi fundamentalmente demarcada por meio de dois tratados: o Laudo Arbitral Español de la Reina María Cristina de 1891 e o Tratado de Límites y de Navegación Fluvial de 1941. No entanto, ainda persiste o conflito sobre a definição da fronteira no Golfo da Venezuela, o que faz ressentir as relações diplomáticas entre os dois países.[carece de fontes?]
Em agosto de 2015, dois soldados venezuelanos ficaram feridos durante um combate com supostos contrabandistas colombianos, levando o presidente venezuelano Nicolás Maduro a fechar uma grande parte da fronteira, exceto em Táchira.